# Binche
Binche este un oraș francofon din regiunea Valonia din Belgia. Comuna Binche este formată din localitățile Binche, Battignies, Bray, Buvrinnes, Épinois, Leval-Trahegnies, Péronnes-lez-Binche, Ressaix și Waudrez. Suprafața sa totală este de 60,66 km². La 1 ianuarie 2008 comuna avea o populație totală de 32.675 locuitori. 
Comuna Binche se învecinează cu comunele Anderlues, Estinnes, La Louvière, Lobbes, Merbes-le-Château, Mons și Morlanwelz.

## Localități înfrățite
- Franța: Maromme.